# 高雄市關懷流浪動物協會
社團法人高雄市關懷流浪動物協會（英語：Kaohsiung Concern Stray Animal Association）是一個位於台灣高雄市的動物保護組織，由王小華創立於2000年3月31日，以關心街頭流浪動物生命權益為宗旨，在高雄市持續推行流浪貓狗救援，其會址設於高雄市鼓山區。
至2016年其所屬的保育場共收容了兩千隻以上的流浪犬貓。

## 創會緣起
王小華原名王春金，本在一家汽車旅館擔任會計，因下班時見到流浪狗會主動餵食，便進而開始沿路餵食多隻流浪狗、及將流浪狗帶回家養。之後王小華認識一批志同道合的愛心媽媽，決議設立一個動保組織。於是2000年3月31日王小華與16位創始會員向高雄市政府社會局申請登記，正式成立「高雄市關懷流浪動物協會」，性質為「公益性社團法人」，當時由她就任理事長。

## 歷史
2005、2006年間，高雄市關懷流浪動物協會開始承接高雄市政府的捕犬業務。
2007年2月，高雄市關懷流浪動物協會數名志工前往救援在國道一號分隔島生活了近兩年的一隻知名流浪黑狗「209」，埋伏在高速公路兩側五個小時才成功以吹箭麻醉「209」，完成救援任務，但遭高速公路局開罰。
2008年起，高雄市關懷流浪動物協會定期在其官方網站上公告與救援流浪狗貓有關的新聞，及透過臉書粉絲專頁和LINE官方帳號邀請民眾認購愛心商品。
2013年3月27日，高雄市關懷流浪動物協會串聯臺灣各地動保人士到民主進步黨中央黨部，抗議該黨高雄市議員林芳如公開侮辱他們「像黑社會」，要求林芳如公開道歉，也要求黨主席蘇貞昌道歉並介入處理；民主進步黨副秘書長林育生出面接見抗議群眾，台灣貓狗人共和國協會理事長黃泰山、藝人陳珮騏也在抗議群眾行列。
2016年6月，高雄市關懷流浪動物協會與民主進步黨高雄市議員陳信瑜聯手揭發中華民國海軍陸戰隊士兵虐殺流浪狗「小白」事件；協會還發起「著白衣悼念軍中受虐犬」活動，集合百位民眾在中華民國國防部外抗議，提出「國防部長道歉」等四項要求，但否認要求國家賠償。

## 保育場
高雄市關懷流浪動物協會收容犬貓的保育場因地主逼遷的原因，歷經了數次搬遷。2015年，保育場「糖果屋」建成，收容兩千隻流浪犬貓。協會希望犬貓們擁有舒適的居住環境、而不是像住在狗舍或監獄一樣的感覺，每天都會清潔糖果屋，維持環境乾淨。飲食方面，則用經攪碎機攪碎過的雞肉跟白米混在一起給犬貓吃，雖然花費成本頗高，但犬貓吃了比較有營養。

## 爭議事件
2007年11月，民眾指控，高雄市關懷流浪動物協會承接高雄市政府捕犬業務，致使「每年至少讓一千四百隻流浪狗斷送性命」。該會理事長王小華澄清，當初是不忍見其他承接單位以殘暴方式濫捕流浪狗來增加業績，才承接捕犬業務。
2010年3月，高雄市鼓山區美術南二路一名陳姓男子時常以空氣槍虐狗、用車撞狗，王小華帶著高雄市關懷流浪動物協會20名志工去質問陳姓男子，見他並無悔意，便向他丟雞蛋、推倒他的摩托車。事後，高雄市關懷流浪動物協會遭起訴涉及《中華民國刑法》公然侮辱罪、妨害名譽罪、妨害秘密罪。
2011年7月，高雄市關懷流浪動物協會在臉書貼文指責，高雄市政府消防局仁武分隊把卡在水溝裡的哈士奇救上來卻放在水溝旁，是「把生命當作垃圾」；引來不少網友撻伐該會，全台消防員也感到不滿。
2014年，因高雄市三名越南籍勞工將流浪貓抓來食用的事件曝光，高雄市關懷流浪動物協會對此製作了「吃貓越勞，滾出台灣！」文宣，引起爭議，並遭質疑帶有種族歧視意涵；王小華在事後澄清，該標語只針對那三名殺貓的越勞。
2015年11月，壽山國家自然公園籌備處為保護當地野生動物，誘捕了26隻流浪犬送到高雄市動物保護處壽山動物收容所；但高雄市關懷流浪動物協會不滿這項安置，前往壽山國家自然公園籌備處抗議、要求安置在民間收容單位，甚至揚言要將這些流浪犬領養後再放回柴山，此行徑隨即引發爭議。
2016年10月，一名74歲陳姓拾荒老人誤取高雄市關懷流浪動物協會擺放在騎樓的一袋空寶特瓶，遭王小華控告竊盜罪；陳姓老人表示覺得委屈、活了大半輩子第一次被當賊對待，事發後引起爭議。王小華表示事後才知道老人的辛酸背景，但因竊盜是公訴罪、無法撤告，只能盼在檢方傳喚時告知始末，期盼檢方不要追究阿伯。

## 外部連結
- 官方網站 （页面存档备份，存于）
- 高雄市關懷流浪動物協會的Facebook專頁
- 高雄市關懷流浪動物協會 （页面存档备份，存于）在YouTube上的頻道